# Nikolaos Andriakopoulos
Nikolaos Andriakopoulos (Patras, 1878 - onbekend) was een Grieks turner.

## Belangrijkste resultaten
Andriakopoulos was bij het touwklimmen een van de deelnemers die de top haalde en won de gouden medaille vanwege een snellere tijd.

### Olympische Zomerspelen
| Jaar | Plaats | Resultaten  |
| ---- | ------ | ----------- |
| 1896 | Athene | touwklimmen |